# غالا (تيبت)
غالا (بالإنجليزية: Gala, Tibet)‏ هي بلدية تقع في الصين في Kangmar County. يقدر عدد سكانها بـ
- نسمة .